# Hebella venusta
Hebella venusta är en nässeldjursart som först beskrevs av George James Allman 1877.  Hebella venusta ingår i släktet Hebella och familjen Hebellidae. Inga underarter finns listade i Catalogue of Life.